# Loi du 7 juillet 1904
Loi Combes
La loi du 7 juillet 1904, ou loi relative à la suppression de l'enseignement congréganiste, dite « loi Combes », est une loi de la République française qui interdit l'enseignement en France à tous les congréganistes et les congrégations religieuses, même autorisées, et organise la liquidation de leurs biens.    
Cette loi, en entraînant la réorganisation de l'enseignement confessionnel par le clergé séculier et l'ouverture de nombreuses écoles privées encadrées par du personnel laïc ou sécularisé, a notablement modifié la carte scolaire et renforcé la sécularisation de l'enseignement en France.   

## Contexte
Après leur expulsion en 1880, une partie des congrégations religieuses se sont reconstituées donnant lieu à une réaction anticléricale des autorités de la Troisième République, d'abord relativement tempérée sous le Gouvernement Pierre Waldeck-Rousseau (1899-1902) puis plus militante avec Émile Combes (1902-1905) sous le Gouvernement Émile Combes duquel la lutte contre l'influence scolaire de l'Église catholique atteint un climax de ce que Combes expose comme une « campagne laïque », avec notamment la fermeture de 3 000 écoles non autorisées de congrégations autorisées puis une nouvelle expulsion des congrégations en 1902-1903. 
L'approche de Combes diffère de celle de Waldeck-Rousseau qui souhaitait avant tout que l'État contrôle les congrégations. Combes cherche plutôt à les exclure et dès le mois de novembre 1903, il annonce son intention de faire passer une loi qui interdise l'enseignement aux membres des congrégations même autorisées et dépose un projet de loi en décembre. Une commission présidée par Ferdinand Buisson est mise en place et les débats, animés, prennent place du 29 février au 28 mars 1904.

## Contenu
Le titre de la loi est tout à fait explicite sur son contenu : « Loi relative à la suppression de l'enseignement congréganiste ». Elle entend obliger les frères des écoles chrétiennes à se séculariser ou à cesser d'enseigner ; concrètement, toute demande pour ouvrir une école congréganiste devient tout simplement non recevable. Elle contient notamment les articles suivants :

« Art. 1er. L'enseignement de tout ordre et de toute nature est interdit en France aux congrégations. Les congrégations autorisées à titre de congrégations exclusivement enseignantes seront supprimées dans un délai maximum de dix ans.
Art. 5. Par jugement du tribunal du siège de la maison-mère, rendu à la requête du procureur de la République, le liquidateur, nommé aussitôt après la promulgation de la loi, sera chargé de dresser l'inventaire des biens des congrégations, lesquels ne pourront être loués ou affermés sans son consentement, d'administrer les biens des établissements successivement fermés et de procéder à la liquidation des biens et valeurs des congrégations dissoutes dans les conditions de la présente loi. »

## Application

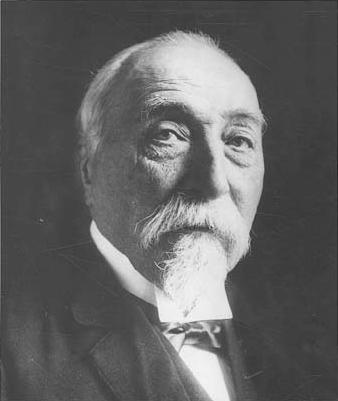
Émile Combes.

La loi est adoptée par la Chambre des députés le 28 mars 1904 par 316 voix contre 269, puis par le Sénat le 5 juillet pour être promulguée le 7 juillet.  
La loi s'applique ainsi à l'enseignement de tout niveau — primaire, secondaire ou supérieur — et de toute nature — professionnel, agricole, artistique...  — ce qui condamne à disparaître toutes les congrégations exclusivement enseignantes.  Celles qui ont une double activité ne se voient amputées que de l'enseignement mais peuvent poursuivre leur autre activité, par exemple charitable ou hospitalière, et y affecter personnels, biens ou immeubles précédemment destinés à l'enseignement.  
Néanmoins certaines formes d'enseignements spécifiques demeurent tolérées au sein des établissements de type hospitaliers qui comportent une école en leur sein destinée par exemple à l'enseignement par apprentissage ou encore à destination des orphelins, des sourds-muets, des aveugles... En outre, un amendement de Georges Leygues permet le maintien des congrégations hors-métropole pourvu qu'elles « contribuent par leur enseignement ou leur activité au rayonnement de la France ». Enfin, un amendement de Joseph Caillaux porte le délai de suppression des congrégations strictement enseignantes de cinq ans initialement prévus à dix.  

## Conséquences
En regard des ambitions affichées par Combes avec la loi de 1904, le bilan est relativement mitigé puisque lorsqu'il quitte le pouvoir en 1905, sur un objectif de 6129 fermetures envisagées, seules 3015 ont été opérées et celles-ci se ralentissent fortement dès après son départ. Les rapports préfectoraux de l'époque attestent en outre que les écoles concernées se sont souvent maintenues ou se sont régulièrement rouvertes en ayant sécularisé les congréganistes ou fait appel à des tiers, tandis que les congrégations multiplient les recours avec un certain succès.  
À côté de sécularisations réelles ou fictives qui permettent aux enseignants religieux de continuer à professer en France, l'historien Patrick Cabanel estime qu'environ 30 000 congréganistes quittent le pays entre le début du XXe siècle et 1914 afin de continuer à exercer leur métier. Malgré la dispersion des religieux et la réduction importante du patrimoine immobilier, l'enseignement catholique parvient néanmoins à se maintenir voire à prospérer notamment avec la réorganisation de l'enseignement confessionnel par le clergé séculier et l'ouverture de nombreuses écoles privées encadrées par du personnel laïc ou sécularisé, s'appuyant sur des associations conformes à la Loi de 1901. 
Il est néanmoins indéniable que la loi de 1904 a notablement modifié la carte scolaire et renforcé la sécularisation de l'enseignement en France. En outre, des quelque 13 000 écoles congréganistes qui existaient sur le sol français en 1880, il n'en reste que 27 en 1912
La loi Combes est abrogée par la loi du 3 septembre 1940 du Régime de Vichy, qui en même temps qu'elle autorise à nouveau les congrégations enseignantes, rétablit l'instruction religieuse dans les écoles laïques ;  mais les biens ne sont pas restitués, car ils ont été réquisitionnés au titre de la loi de 1905[réf. nécessaire]. À la Libération, cette restauration des congrégations enseignantes n'est pas remise en question.